# جوش لو (لاعب كرة قدم)
جوش لو (بالإنجليزية: Josh Low)‏ هو لاعب كرة قدم بريطاني في مركز الوسط، ولد في 15 فبراير 1979 في برستل في المملكة المتحدة. شارك مع منتخب ويلز تحت 21 سنة لكرة القدم. أما مع النوادي، فقد لعب مع أولدهام أثلتيك وفوريست غرين وكارديف سيتي وليستر سيتي ونادي باث سيتي ونادي بريستول روفيرز ونادي بيتربورو يونايتد ونادي تشيلتنهام تاون لكرة القدم ونادي فارنبوروه ونادي ليتون أورينت ونورثامبتون تاون.

## وصلات خارجية
- جوش لو (لاعب كرة قدم) على موقع قاعدة بيانات كرة القدم.إي يو (الإنجليزية)
- جوش لو (لاعب كرة قدم) على موقع Soccerbase.com (لاعب) (الإنجليزية)